# E! True Hollywood Story
E! True Hollywood Story é um série de documentários norte-americana do canal E! Entertainment Television que lida com o famoso mundo das celebridades de Hollywood, filmes, programas de TV e figuras conhecidas do público. Entre os tópicos abordados no programa incluem narrativas de segredos de Hollywood, escândalos do show biz, assassinatos e mistérios das celebridades, biografias de estrelas pornô, dentre outros temas.